# Citrus depressa
Espèce
Classification phylogénétique
Le shīkwāsā, de l'okinawaïen シークヮーサー (Citrus depressa), est une espèce d'agrume cultivé au sud du Japon à Kagoshima, dans les îles Ryūkyū (Préfecture d'Okinawa), à Taïwan et à Guam.
Le fruit est récolté pour son jus doux-acide qui sert de condiment ou à faire des sauces. Le péricarpe du fruit vert est un des plus riches en nobilètine, puissant anti-oxydant et anti-inflammatoire.
Le mot shīkwāsā désigne en français la plante et le fruit.

## Dénomination
Citrus × depressa Hayata, dans la classification Tanaka, C. indica chez Swingle ou C. pectinifera Tanaka, est apparenté aux mandarines et aux C. tachibana – du genre citrus.

Son nom vernaculaire dans la langue d'Okinawa s'écrit シークワーサー (shīkwāsā) : Shi signifie acide et kwaasa signifie ajouter, autrement dit «ce qui donne de l'acidité»; son nom japonais est citron hirami, où hira signifie « plat », et mi, « substantiel ». On trouve aussi l'orthographe shiikuwasha, shequasar, les noms de mandarine de Taiwan, lime plate.

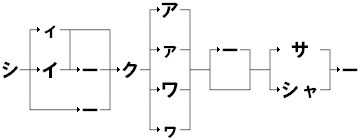
Nombreuses graphies possibles en katakana

臺灣香檬 (Táiwān xiāng méng) en chinois signifie citron de Taïwan, et 扁實檸檬 (Biǎn shí níngméng) citron plat (le Kakka disent 山桔仔 (Shān jú zǐ) mandarine de montagne), qu'on retrouve en anglais : taiwan tangerine, flat lemon, se rencontrent. En vietnamien chanh lõm.

## Phylogénèse
Le shīkwāsā est originaire des îles Ryūkyū, d'où il a gagné Taïwan. Il existe encore une bio diversité des variétés sauvages. L'analyse de l'ADN de diverses variétés montre qu'il existerait deux groupes résultant d'hybridation avec différentes mandarines japonaises (Citrus tachibana) ,. Ogimikugani est un de ces groupes, il est classé C. reticulata hybrid par Swingle.
Tokurou Shimizu et al. (2016) le décrivent comme hybridation de Sunki unshiu (C.reticulata var. austera ou C. sunki Hort. ex Tanaka) pollinisée par Twukkuni (C. nobilis Lour. var. kunep. Tanaka). Wu, Sugimoto et al. (2021) sont plus précis: «Les shikuwasa de notre collection forment une grande famille de demi-frères avec un parent mandarine continentale mais des parents C. ryukyunensis distincts [ ] nous avons trouvé un parent clonal de cette mandarine continentale RK3 à Nago, RK3 est appelé familièrement ishikunibu. [ ] RK3 est un proche parent de la mandarin chinoise Sun Chu Sha Kat et  contient un segment de pamplemoussier».

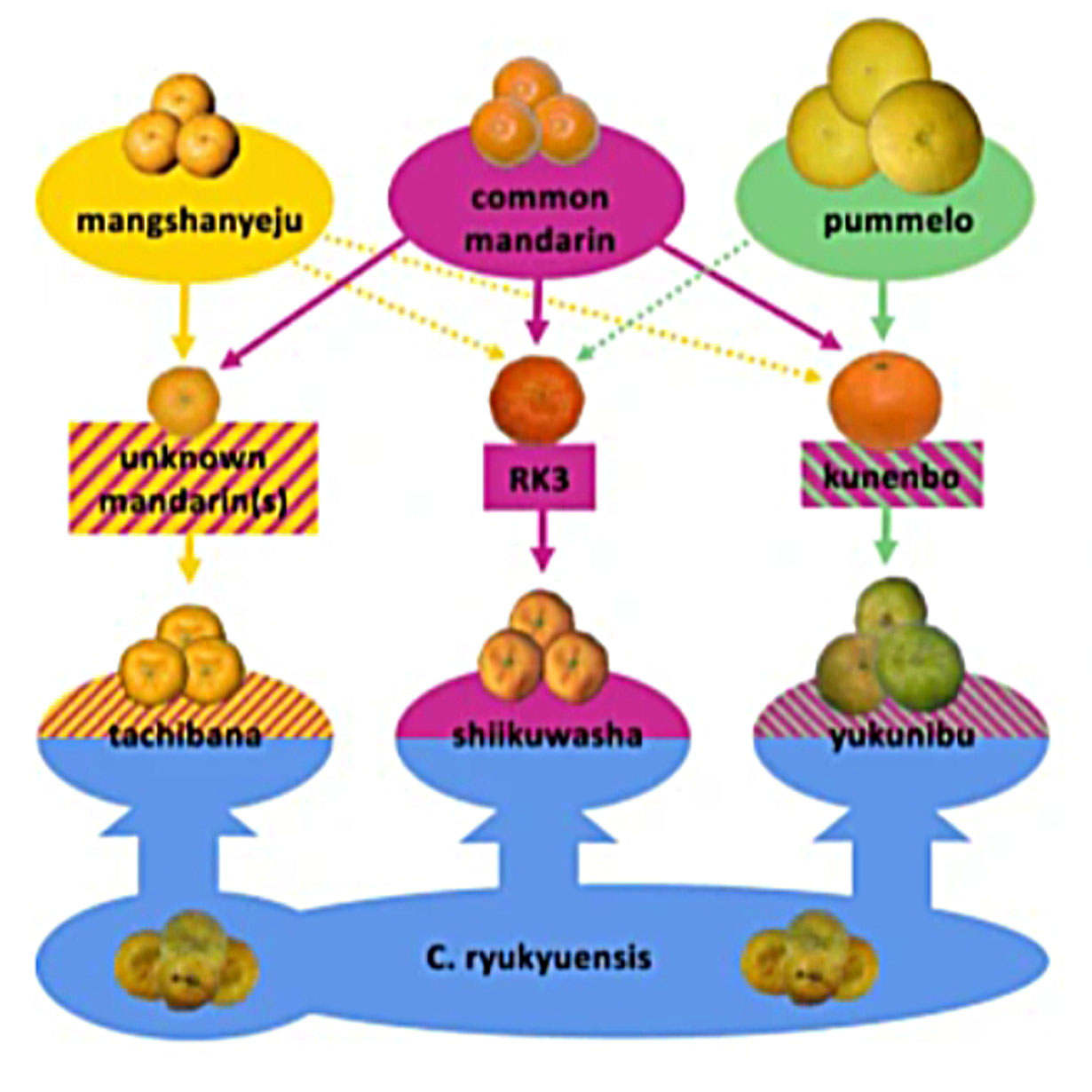
Généalogie de la mandarine RK3, qui pollinisée par divers C. ryukyuensis donne les shikuwasa

L'origine des agrumes japonais tachibana, shikuwasa et yukunibu sur le schéma de  Wu, Sugimoto et al. Les flèches bleues épaisses signifient que plusieurs ont donnés des populations en rencontrant une mandarine inconnue pour tachibana, RK3 pour les shikuwasa, et kunenbo pour les yukunibu.
Shikuwasa étant nommé dans la poésie et les chansons traditionnelles des Ryukyu, les auteurs suggèrent que la mandarine RK3 est une introduction préhistorique, soit il y a 40 000 à 200 000 ans quand Okinawa était reliée au continent soit portée le courant marin de Kuroshio qui va de Taïwan au Japon le long des Ryukyu.

### Diversité
Moena Oe et al. (2024) définissent 4 populations sur la base des distance génétiques (2024): groupe A accessions d'Okinawa et de Kagoshima ('Kaachi', 'Iriomote', 'Tokunoshima 1', 'Hijakunibu', 'Nakamoto seedless', Ishikunibu' 'Izumi Kugani' et 'Kohama', groupe B monphylétique 'Izumi kugani-like' d'Okinawa, groupe C 'Katsuyama kugani', 'Ogimi kugani' et 'Ogimi 1' d'Okinawa. Groupe D 'Kabuchi-hybrid', 'Motobu', 'Tokashiki' et 'Ogimi 2' d'Okinawa et de Taïwan. Les auteurs identifient des différences de gouts coréllées aux identités génétiques, chez les fruits de Kagoshima les aldéhydes sont plus présent sa tandis que les fruits d'Okinawa et de Taiwan contiennent de plus grandes quantités d'esters et de monoterpènes.

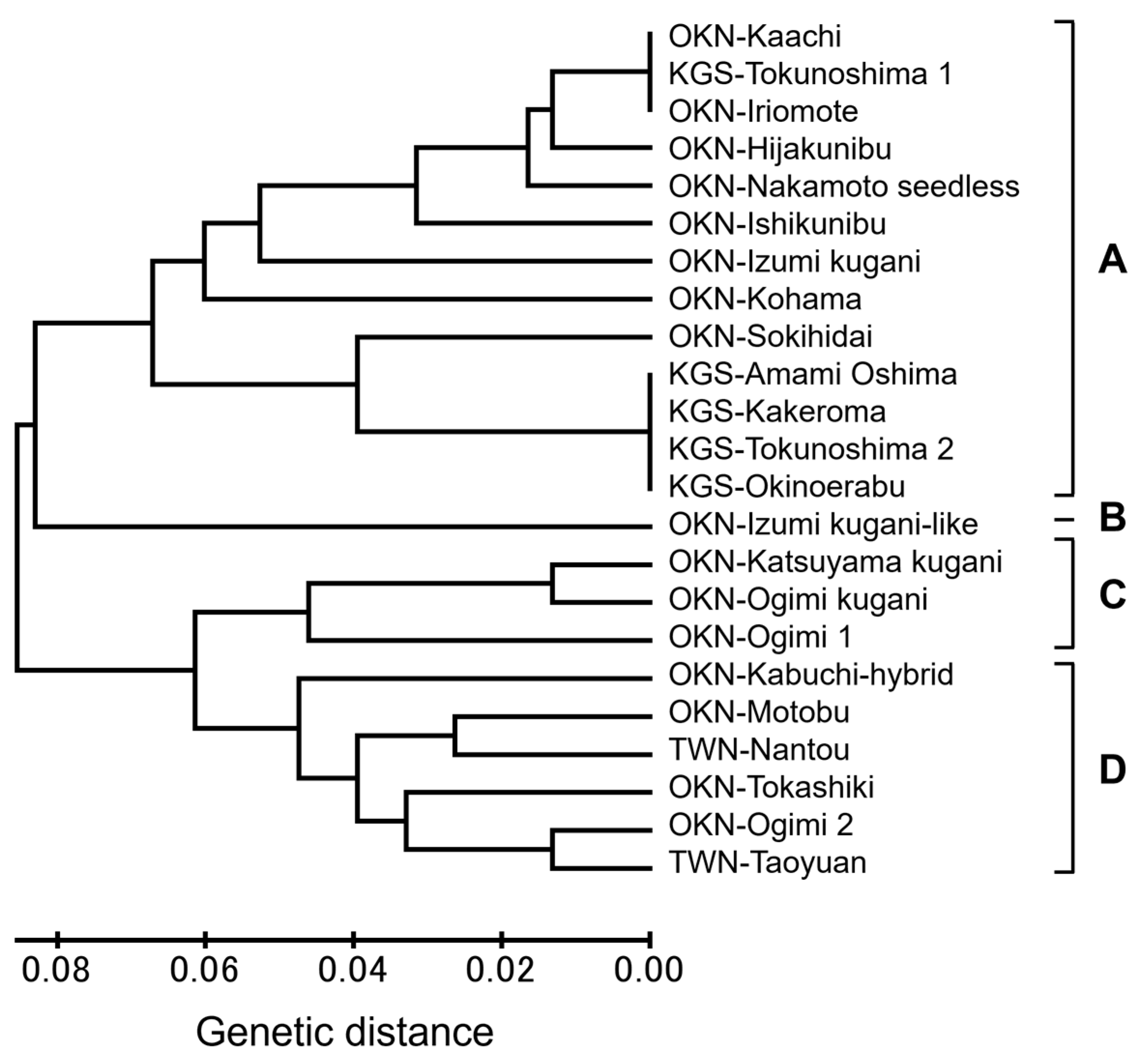
Distances génétiques entre les 4 groupes identifiés (2024).

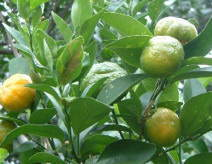
changement de couleur

Masashi Yamamoto (2023) a publié un travail sur l'auto-incompatibilité chez 30 cultivars de shikuwasa. 12 C.depressa, 2 C. ryukyuensis (Tanibuta) et 3 espèces dérivées de C. depressa, C. keraji, C. oto et C. tarogayo, sont auto-incompatibles, tandis que 10 C. depressa, 3 C. tachibana (Tachibana) et proches sont auto-compatibilites (le cultivar 'Ishikunibu' est compatible avec tous les C.depressa). 

## Description
Petit arbre buissonnant d'environ 5 m., vigoureux et dense, fructifère. La floraison blanche a lieu en avril (diamètre de la fleur 3 cm). Le fruit se récolte à compter de juillet à septembre à Okinawa, fin septembre en climat tempéré chaud. 

Le fruit est petit (diamètre 2,5 à 4 cm, hauteur 2 à 3 cm, poids de 25 à 60 g), déprimé aux pôles, à péricarpe (écorce) fin. Il contient 8 ou 10 quartiers spécialement juteux et des graines. Il est récolté du stade vert au stade coloré (en décembre). La pulpe est molle et gélatineuse. Le jus du fruit vert est acide, et laisse en bouche une saveur riche. L'essence contenue dans le péricarpe a un parfum de mandarine satsuma.

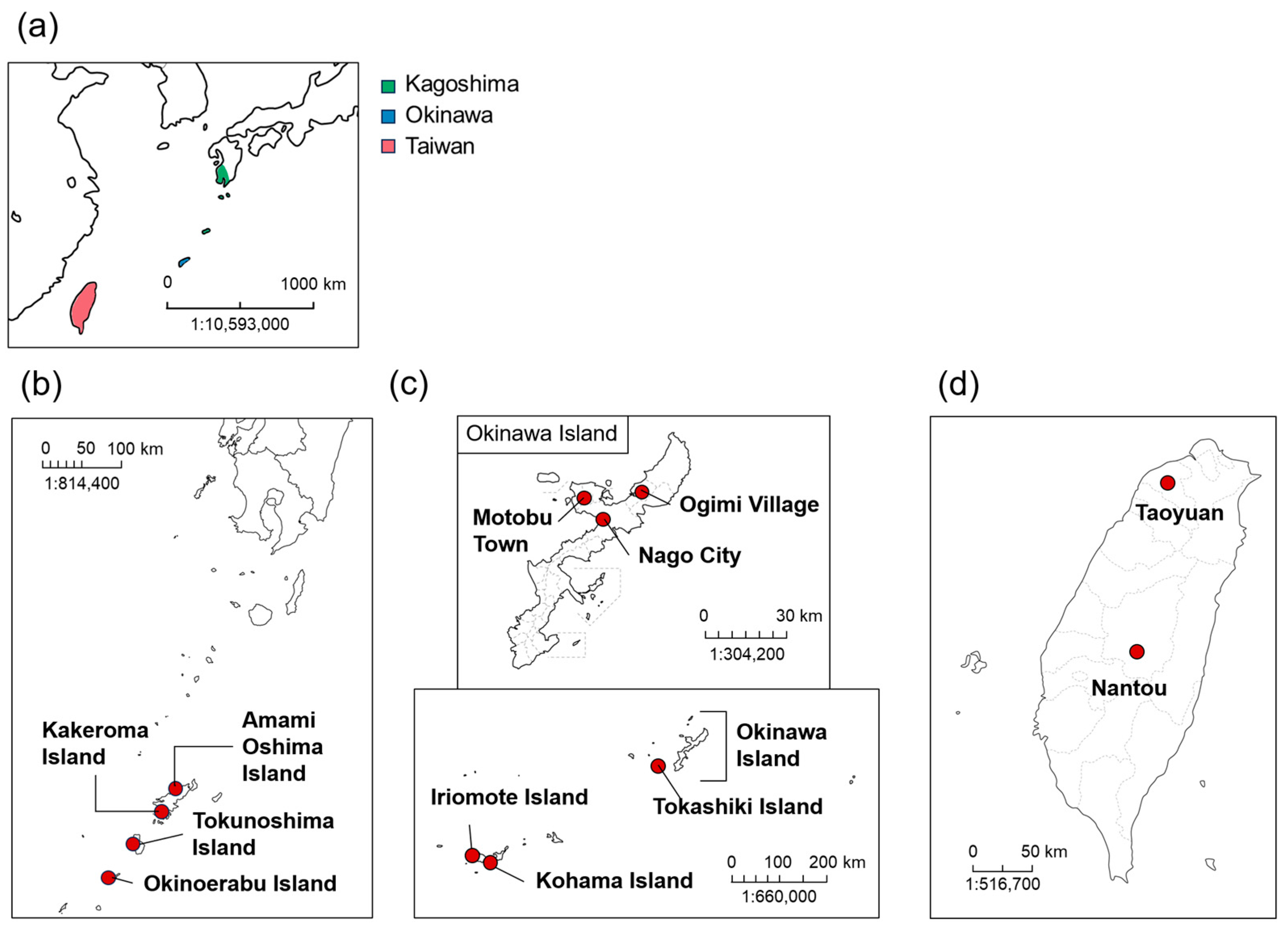
Carte des zones de culture de C. depressa : Kagoshima au Japon, Okinawa et Taiwan.

### Cultivars

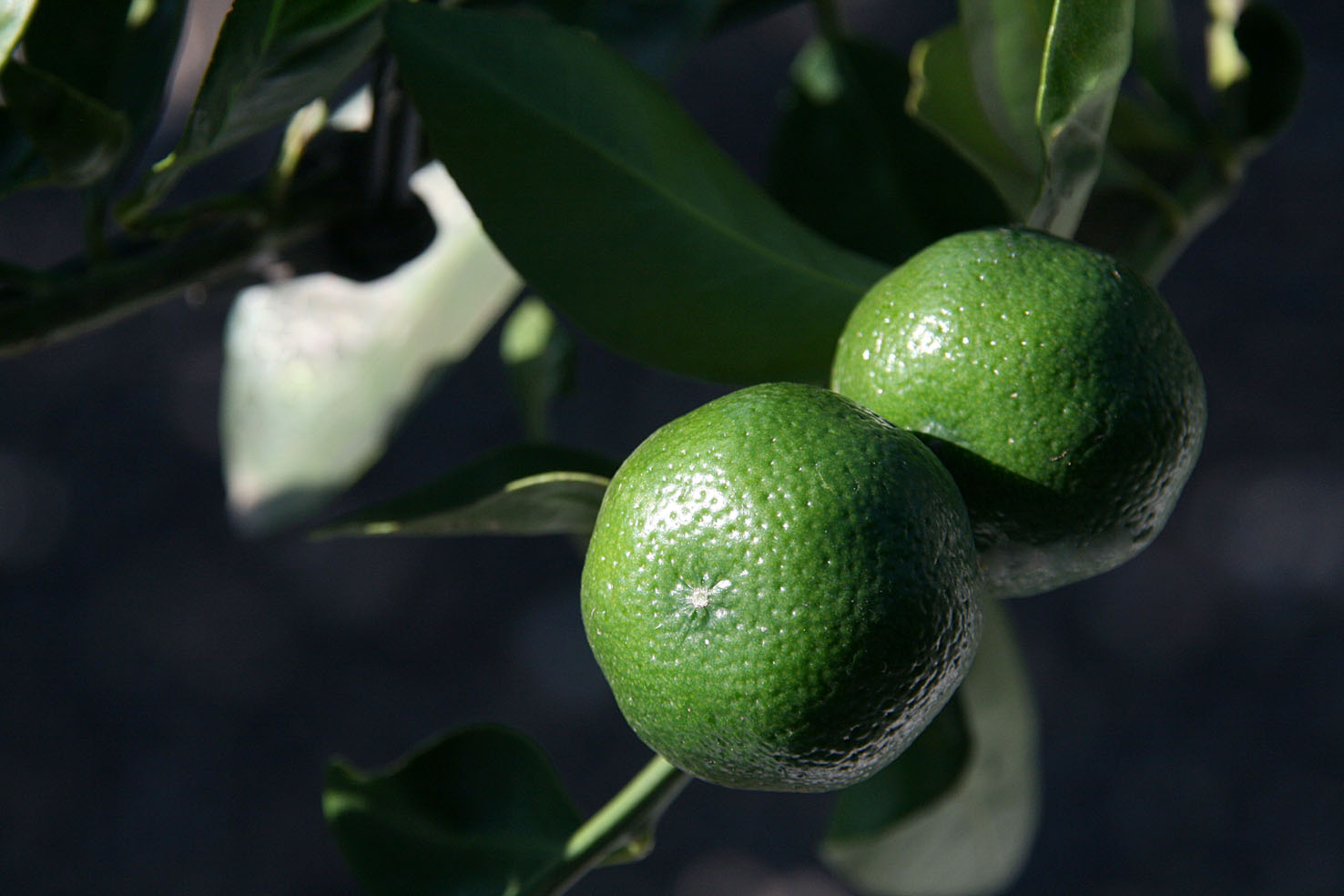
Le fruit se consomme vert - ici début octobre

De nombreuses variétés ont été inventoriées d'ile en ile, sont rapportées: 'Kaachi' (le plus acide mais amer), 'Ishikunibu', 'Hijyakunibu', 'Kabish'i, 'Fusubuta', 'Oogimi', 'Akakunibu', 'Akadake', 'Oku', 'Oshikawa', 'Genga', 'Imadomari', 'Katsuudake'. 'Nakamoto' est une variété inerme.
Les クガニ一 kuganii sont les cultivars les plus cultivés à Okinawa, 4 représentent 90 % de la production: 'Oogimi Kugani' le principal très proche de 'Katsuyama Kugani' , 'Kahachi', 'Izumi Kugani' (le moins acide qui contient des pourcentages élevés de 1,8-cinéole dans les composants volatils de son huile essentielle et la flavanone néohespéridine).
Une étude comparative (2023) a montré que les fruits de 18 lignées de C. depressa de Kagoshima, d'Okinawa et de Taïwan variaient en termes de propriétés physicochimiques, de métabolites et de composés organiques volatils. Ceux de Kagoshima et d'Okinawa contiennent davantage de sucres et de galactinol, tréhalose, xylose, glucose, saccharose et fructose alors que ceux de Taïwan ont une teneur plus élevée en acides aminés, dont leucine, isoleucine, sérine et alanine.

## Culture
La rusticité est comparable au calamondin, zone de rusticité USDA 9a en situation protégée, autrement dit il supporte des petits gels matinaux brefs et doit être protégé des vents froids. Il accepte bien la culture en pot.
Sa bonne tolérance au stress permet de l'envisager comme porte greffe en sol acide face à l'acidification mondiale des sols.

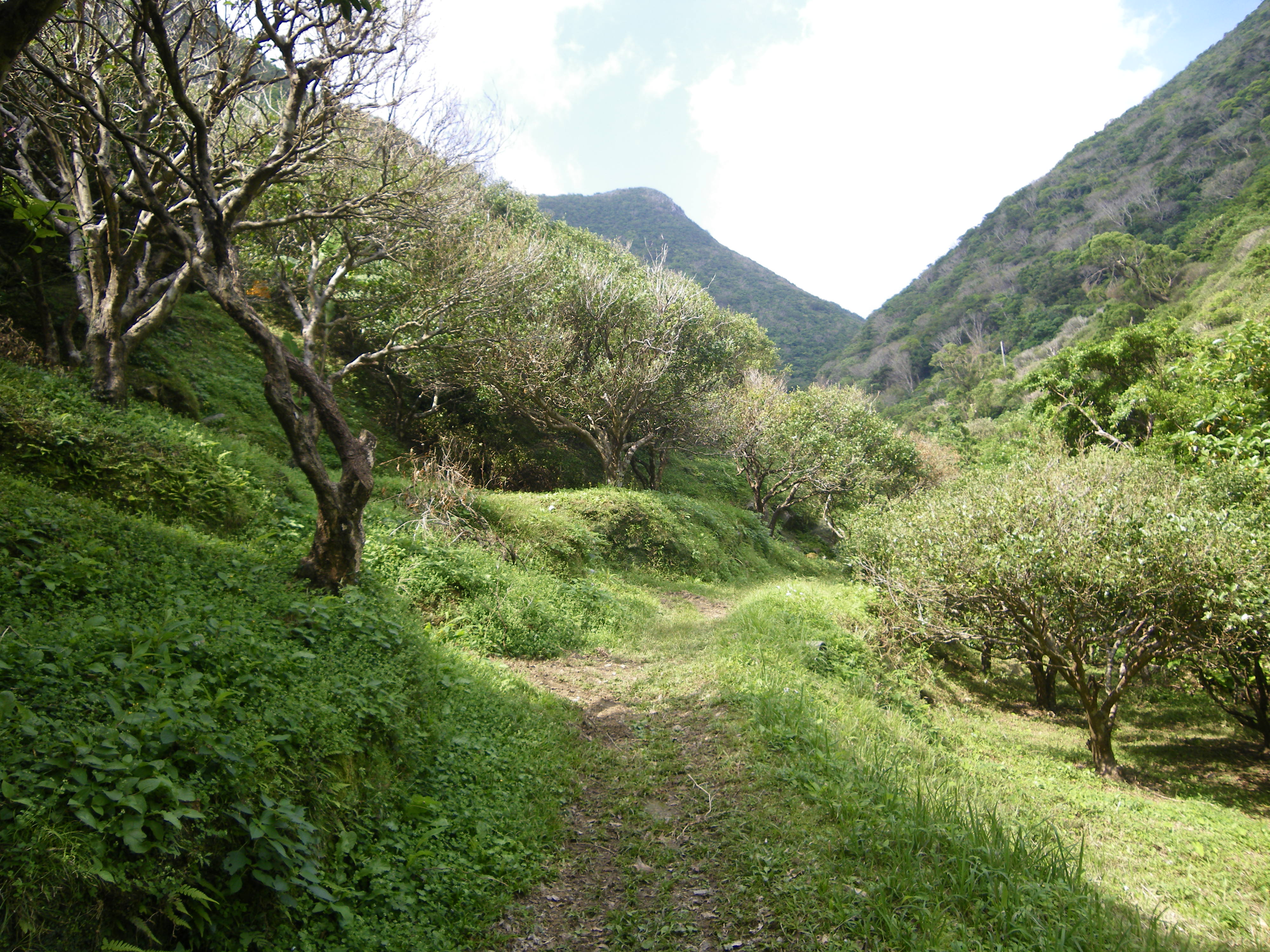
Shikuwasa dans la vallée du Mont Awa (Okinawa - 2018)

La production des 750 agriculteurs d'Okinawa était de 1 500 t de fruit en 2022 (3 000 t en 2009, 3 200 t en 2024),,.Le village d'Ogimi regroupe 60% de la production de shikuwasa de la préfecture est aussi appelé village de la longévité avec le plus fort taux de centenaires du Japon (2023). Taïwan développe activement la culture du shikuwasa, en 2021, 312 ha sont exploités par 150 agriculteurs. Il est également produit dans la préfecture de Kagoshima et en petite quantité dans la préfecture de Wakayama . La Génébanque norvégienne donne une provenance de Guam. En Europe, il existe une production portugaise.

## Utilisation

### du fruit

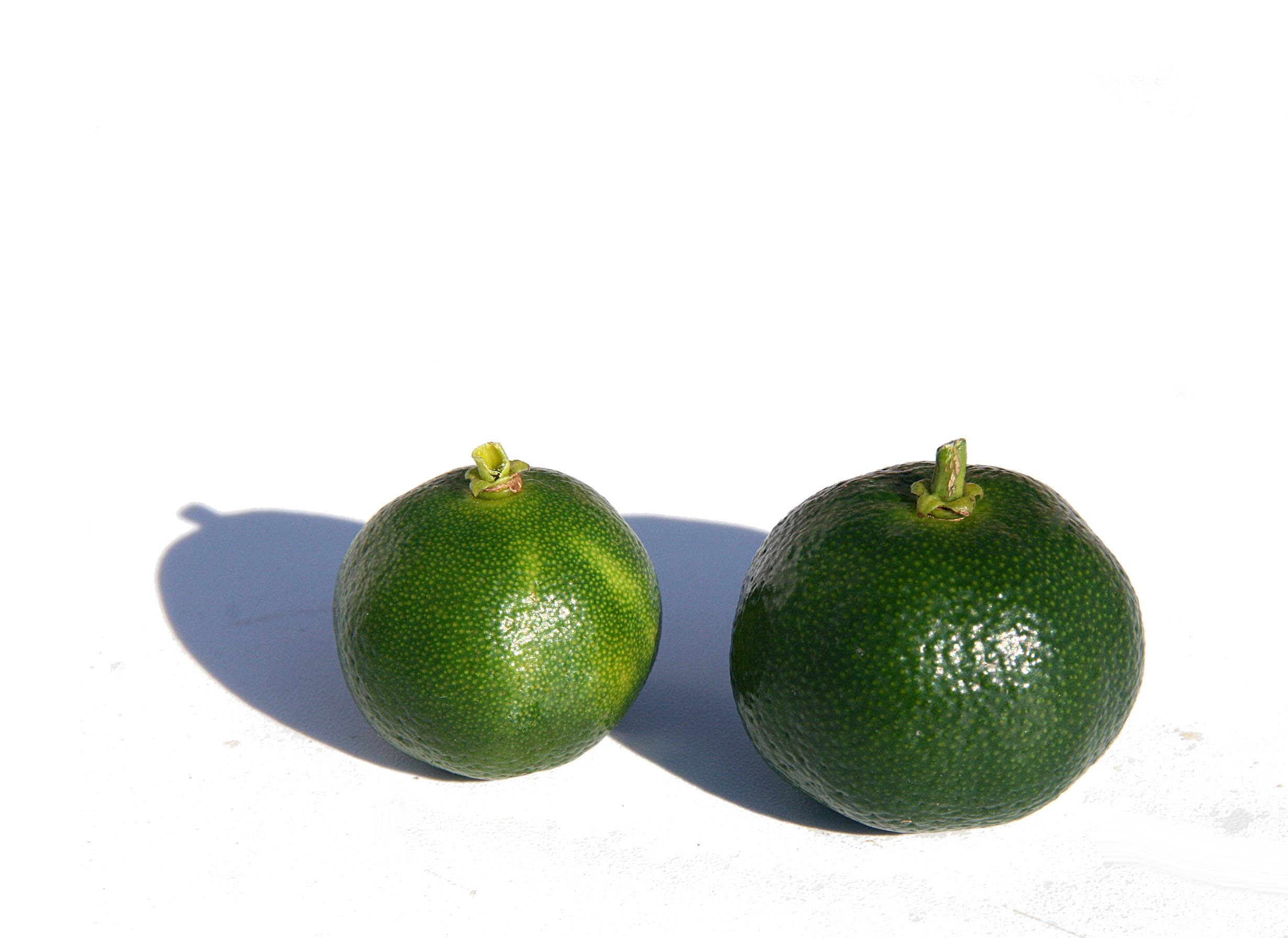
Shikuwasa (à gauche) et cultivar 'Kugani' (à droite)

En Asie, la plus grande destination de 280 produits transformés à base de shikawasa est les boissons (46 %), les produits de beauté et des soins de la personne (34 %), de l'alimentation (18 %) et des aliments diététiques (2 %) (2021). Dans la mesure où ce fruit fait partie de la diète d'Okinawa à qui on attribue une longue vie, il est souvent promu comme fruit de longévité,. Le péricarpe contient de la synéphrine et des polyméthoxylflavones, dont la nobilétine, la tangérétine et la sinensetine dont les bénéfices pour la santé sont en cours d'exploration, celui du fruit immature (encore vert) est le plus riche. Takashi Hanagasaki (2023) montre que les composants antioxydants varient entre les fruits sauvages et les cultivars de Kugani produits à Okinawa.

#### Poudre de shikuwasa
Au Japon, des poudres de shikawasa sont commercialisées, poudre de fruit entier ou poudre de déchets de pressage (flavedo et albédo). Le séchage traditionnel du fruit donne un chenpi (peau séchée) de shikuwasa qui peut être pulvérisé, la lyophilisation est une alternative fréquente. La poudre de fruit entier contiendrait les flavones fonctionnelles (Nobilétine 0.4% en poids, Tangerétine 0.1%, Hespéridine 0.9%), elle s'utilise en cuisine après réhydratation ( 2 cuillères à café dans 500 ml d'eau). La poudre de peau de shikuwasa s'utilise comme médicament.

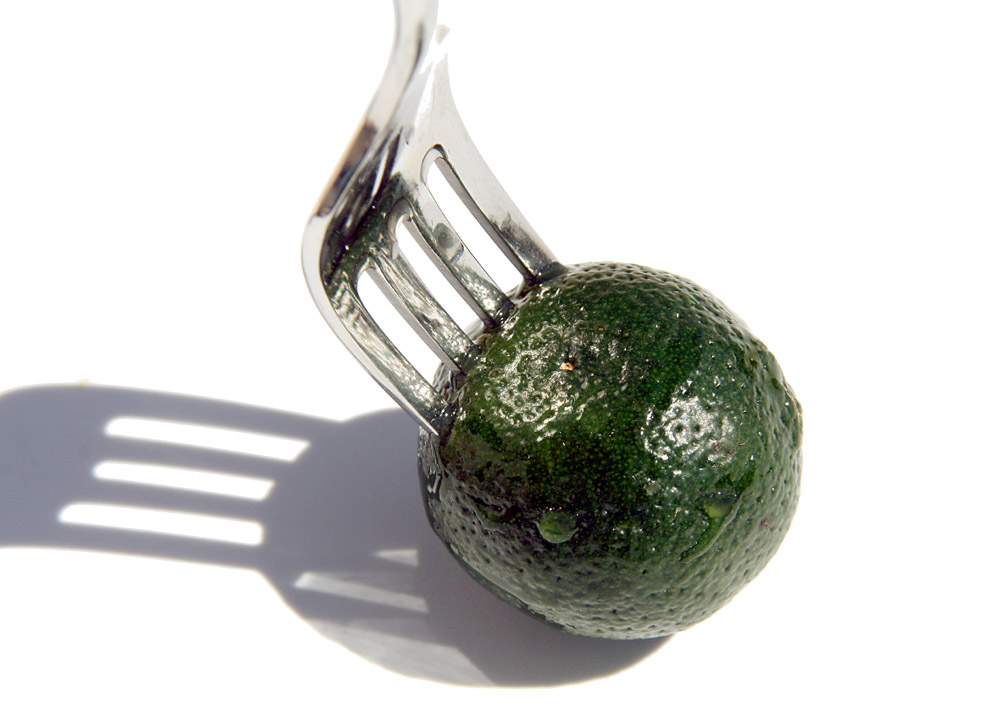
Piquer le bas du fruit pour en extraire le jus.

#### Alimentation
Le jus est principalement utilisé dans les boissons (alcool de riz awamori + jus de shīkwāsā + eau) ou en sauce ponzu, en association avec la sauce de soja. Le jus du fruit vert est un condiment acide apprécié au Japon où il est commercialisé en bouteille. Le gout du jus des fruits verts est savoureux, riche et assez équilibré. Le jus est peu coloré. La récolte se poursuit jusqu'à mars ; les fruits jaunissent en hiver sous l'action du froid. Il est riche en pectine.
La poudre de fruit entier élimine les odeurs de poisson cru.

#### Pharmacie

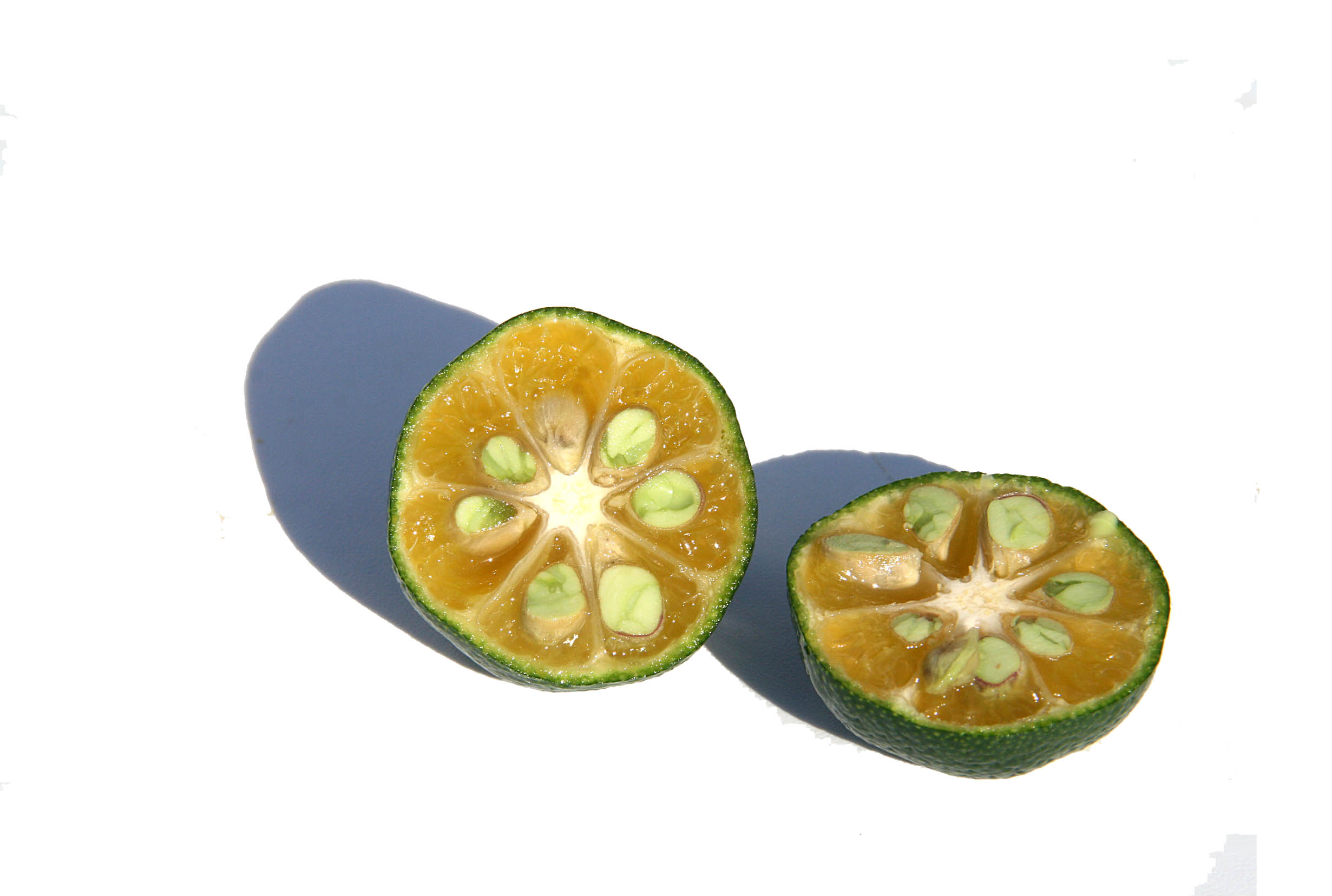
Shikuwasa en coupe : péricarpe très fin et grande abondance de jus.

Les publications académiques, rapportent  en modèle murin des effets anti-inflammatoires, hypocholestérolémiant, antidiabétique, anti obésité,,, effet l'effet hépato protecteur du jus  et réducteur de la réaction allergique. L'action positive sur le foie due aux anti oxydants (la nobilétine, la tangerétine, la 5-O-déméthylnobilétine et la sinensétine) qui protègent des lésions hépatiques induites par l'alcool chez la souris et le mécanisme impliqué est lié à la régulation du stress oxydatif hépatique . In vitro: anti-métastatique du cancer gastrique ou de la langue. A Taiwan l'extraction de nobilétine et de tangéritine des déchets de pressage par extraction assistée par ultrasons donne des résultats encourageants (2022).

Chez la souris transgénique db/db (modèle de diabète de type 2) l'administration d'extrait de shikuwasa contenant une forte concentration de nobilétine abaisse le taux de glycémie, améliore la tolérance au glucose, diminue les taux sériques de glycoalbumine et une augmente de la surface des cellules β pancréatiques (2023). Chez la souris encore, les extraits de feuille et de péricarpe du fruit de shikuwasa réduisent la dégranulation des basophiles et la production d'anticorps et présentent des effets antiallergiques en modulant la production de cytokines inflammatoires.
Une étude double aveugle sur échantillon réduit de 40 patients humains victimes d'un AVC subaigu avec hémiparésie en cours de rééducation, chez le groupe qui a reçu 200 mg/jour d'extrait de shikuwasa pendant 4 semaines la surface musculaire normale non parétique était significativement plus élevée dans le groupe témoin (2022). Une autre (122 sujets humains en bonne santé ≥65 ans) a montré que l'administration d'aliments enrichis à la nobilétine extraites de shikuwasa peut être bénéfique pour améliorer le dysfonctionnement de la mémoire chez les sujets âgés en bonne santé.
L'huile essentielle de shikuwasa (D-limonène 46 %4, γ-terpinène 35 %, linalol 6 %, p-cymène 3 %, α-terpinéol et α-pinène 2 %,) administrée à des souris modifie leur microbiote intestinal et selon un processus connu d'action a une fonction d'agent antidépresseur naturel utile pour la prévention et le traitement des troubles dépressifs majeurs.

### de la feuille
Une publication taïwanaise (2025) signale la richesse des extraits de feuille en flavonoïdes, leur pouvoir chimiopréventif serait un argument en faveur de son utilisation comme sous-produits agricoles. 

## Huile essentielle

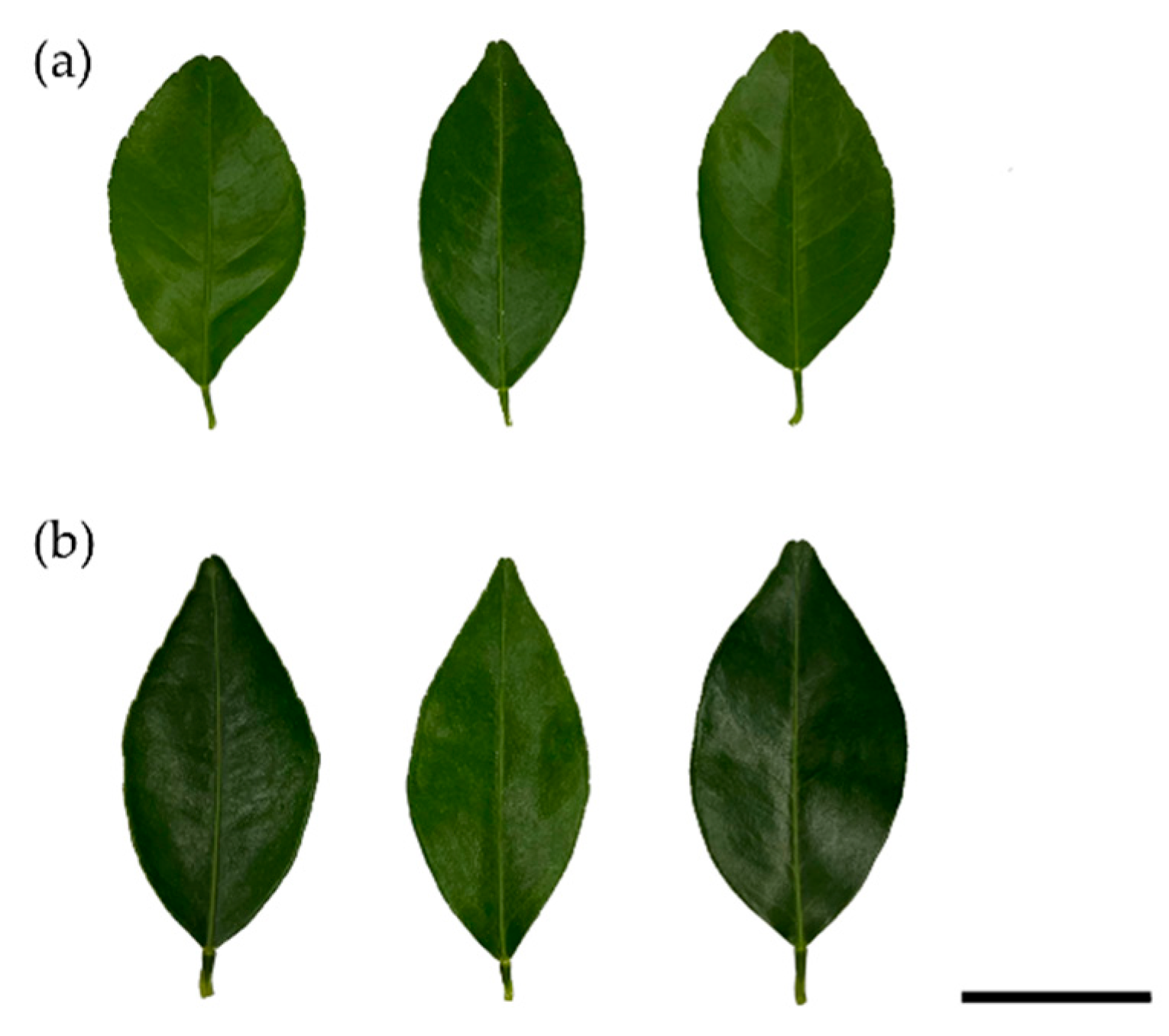
Feuille ovale et pétiole à ailes étroites de deux cultivars de Taïwan. Echelle = 3 cm

### Fruit
Une comparaison des profils aromatiques des agrumes de Taïwan (2010) a permis de classer celui du shikuwasa dans le groupe des mandarines.
Une analyse d'huile essentielle obtenue par centrifugation a été publiée en 2016 : le limonène représentait 60 %, l'γ -terpinene 14 %, ensuite p-cymène, terpinolène, α-pinène, β-pinène, myrcène, et α-thujene 2 % chacun. Une seconde analyse (2017) donne des résultats proches et précise sur les composés aromatique l'importance du linalol, 3 hydrocarbures sesquiterpéniques ( δ-élémène, germacrène B et bicyclosesquiphellandrène) et 2 esters (acétate d'heptyle et acétate de décyl) interviennent également dans son profil aromatique. En revanche sur des fruits de Taïwan et en 2024 Yu-Xiang Weng et al. donnent limonène (39 %), γ -terpinène (24 %) et linalol (6 %).
Yonathan Asikin et al. (qui avaient publié en 2016 une recherche sur l'évolution de la composition de l'HE selon le degré de maturité) expliquent en 2022 que les déchets de presse à jus qui travaillent en décembre sur fruit mûr sont la seule source disponible pour l'extraction de l'HE et qu'en conséquence l'HE du fruit vert n'est pas disponible. La matière première contient aussi les restes de pulpe. Ils ont testé les effets de l'HE ainsi obtenue sur un panel d'humains au travail devant un écran et démontré que les 2 composés prédominants limonène 57 % et γ-terpinène 24 % améliorent l'attention et la concentration tout en réduisant le stress. L'analyse des chercheurs taïwanais montre des effets inhibiteurs de l'HE sur les micro-organismes pathogènes, des propriétés antioxydantes significatives et un potentiel chimiopréventif du cancer.
Pour mémoire d'après Junjie Shi et al. (2024)  le limonène a une note d'agrumes, éthérée et fruitée, l'γ -terpinene une odeur de pin, boisée, citronnée.

### Feuilles
A Taïwan (2022) les composés organiques de feuille fraîche ont donné des huiles essentielles riches en linalol 53 % en toutes saisons. Les autres composés volatils étaient le γ-terpinène, le limonène, le β-ocimène et l'α-terpinéol.
Moena Oe et al. (2024) mettent en évidence la diversité de la composition en composés organiques volatils selon la provenance des feuilles. Les composés prédominants sont des monoterpènes (p-cymène, γ-terpinène, limonène et linalol) suivi en quantités modérées et variables de thymol, éther méthylique de thymol, éther méthylique de carvacrol, pipéritone et ( Z )-β-ocimène.